# Melanotrichus robineaui
Melanotrichus robineaui är en insektsart som beskrevs av Schwartz och Samuel Hubbard Scudder 2003. Melanotrichus robineaui ingår i släktet Melanotrichus och familjen ängsskinnbaggar. Inga underarter finns listade i Catalogue of Life.